# Schwebfliegen
Die Schwebfliegen (Syrphidae), auch Stehfliegen oder Schwirrfliegen genannt, sind eine Familie der Insektenordnung Zweiflügler (Diptera). Innerhalb dieser werden sie den Fliegen (Brachycera) zugeordnet.
Weltweit sind etwa 6000 Arten beschrieben, davon 1800 für die Paläarktis und 458 in Deutschland. Das auffälligste und namensgebende Merkmal ist ihre Fähigkeit, mit hoher Konstanz, auch bei bewegter Luft, fliegend auf einer Stelle zu verharren. Allerdings sind auch Vertreter einiger anderer Familien der Fliegen zu solchem Schwirrflug befähigt, zum Beispiel die meisten Arten der Wollschweber. Bekannt sind sehr viele an sich harmlose Schwebfliegenarten auch dafür, dass sie das Aussehen wehrhafter Hautflügler nachahmen, um abschreckend zu wirken (Mimikry).

## Aussehen der Schwebfliegen

### Allgemeines Aussehen

Keilfleckschwebfliege (Eristalis arbustorum) im Erzgebirge auf der Blüte eines Wald-Engelwurzes

Innerhalb der Schwebfliegen gibt es eine ganze Reihe verschiedener Arten, entsprechend abwechslungsreich ist auch ihr Aussehen. Etliche Schwebfliegenarten haben hummel-, wespen- oder bienenähnliche Formen und Zeichnungen. Sie können leicht mit diesen verwechselt werden, sind aber harmlos. Diese Mimikry täuscht Fressfeinden der Schwebfliegen eine nicht vorhandene Gefährlichkeit vor: Im Gegensatz zu ihren „Vorbildern“ besitzen sie keinen Stachel. Der Körper kann sowohl gedrungen als auch lang und schlank sein; außerdem gibt es behaarte und unbehaarte Arten.

### Kopf und Mundwerkzeuge

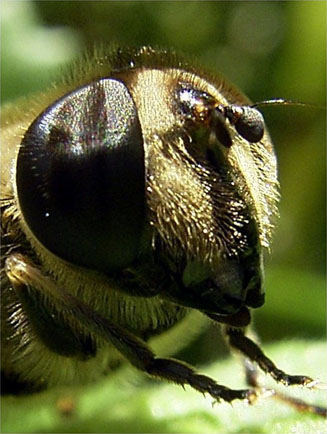
Porträt einer Mistbiene (Eristalis tenax), Weibchen

Die Mundwerkzeuge der Schwebfliegen sind wie bei den meisten Fliegengruppen zu Leckwerkzeugen umgestaltet. Dabei kann der vordere Kopfbereich bei einigen Arten schnauzenartig verlängert sein, etwa bei den Arten der Schnabelschwebfliegen (Gattung Rhingia). So ausgestattet sind Schwebfliegen sowohl in der Lage, flüssige Nahrung wie Nektar aufzunehmen als auch Pollen zu „zerbeißen“. Die Komplexaugen sind vor allem bei den Männchen sehr groß und stoßen bei ihnen oben auf dem Kopf zusammen. Sie können artspezifisch glatt oder behaart sein. Vorn zwischen den Augen befinden sich die dreigliedrigen Fühler. Deren Endglied trägt eine typische Borste oder einen Endgriffel; dabei kann die Fühlerborste (Arista) auch gefiedert sein. Auf der Kopfoberseite befinden sich in der Regel drei Punktaugen (Ocellen).

### Thorax und Flügel
Der Brustabschnitt, der wie bei allen Insekten die Flügel und die Beine trägt, besitzt oberseits ein großes Mesonotum, an dem zum Hinterleib hin ein Schildchen ansetzt. Wie alle Zweiflügler besitzen sie nur die Vorderflügel (mit Calypter); denn ihre Hinterflügel sind zu stummeligen Schwingkölbchen (Halteren) umgewandelt, die insbesondere für die Stabilisierung im Schwirrflug unverzichtbar sind. Kennzeichnend für Schwebfliegen ist im Flügelgeäder eine so genannte Scheinader (Vena spuria) in den Vorderflügeln. Die Vorderbeine sind bei den meisten Schwebfliegenarten schwach ausgebildet, die Hinterbeine dagegen kräftig. Teile der Beine können artspezifisch verbreitert oder verdickt sein.

### Hinterleib

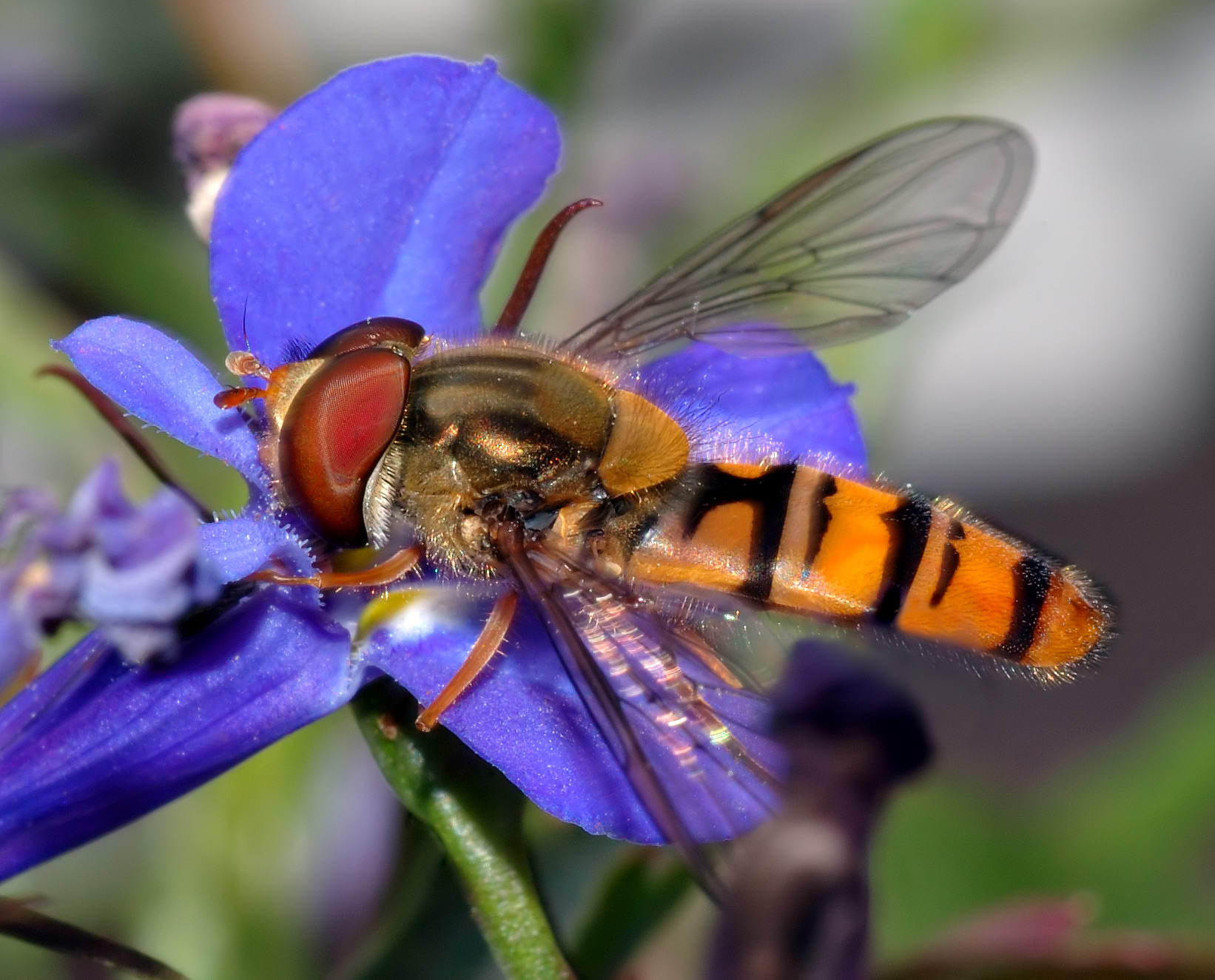
Hainschwebfliegen-Männchen

Sehr variabel ist der Hinterleib, sowohl in der Form als auch in der Färbung. Er besteht aus vier dorsal sichtbaren Segmenten, und seine Form kann keilförmig, hummelartig verdickt, langgezogen oder keulenförmig sein. Die Färbung der Arten reicht von einem metallischen Schwarz und Schwarzblau über Grautöne bis zu einer vielfältigen Bänderung und Fleckung, vor allem in Gelb und Schwarz. Viele Schwebfliegen haben zudem einen stark behaarten Hinterleib. Die männlichen Geschlechtsorgane sind bei den meisten Arten asymmetrisch eingeklappt, bei anderen deutlicher erkennbar.

## Lebensweise der Schwebfliegen

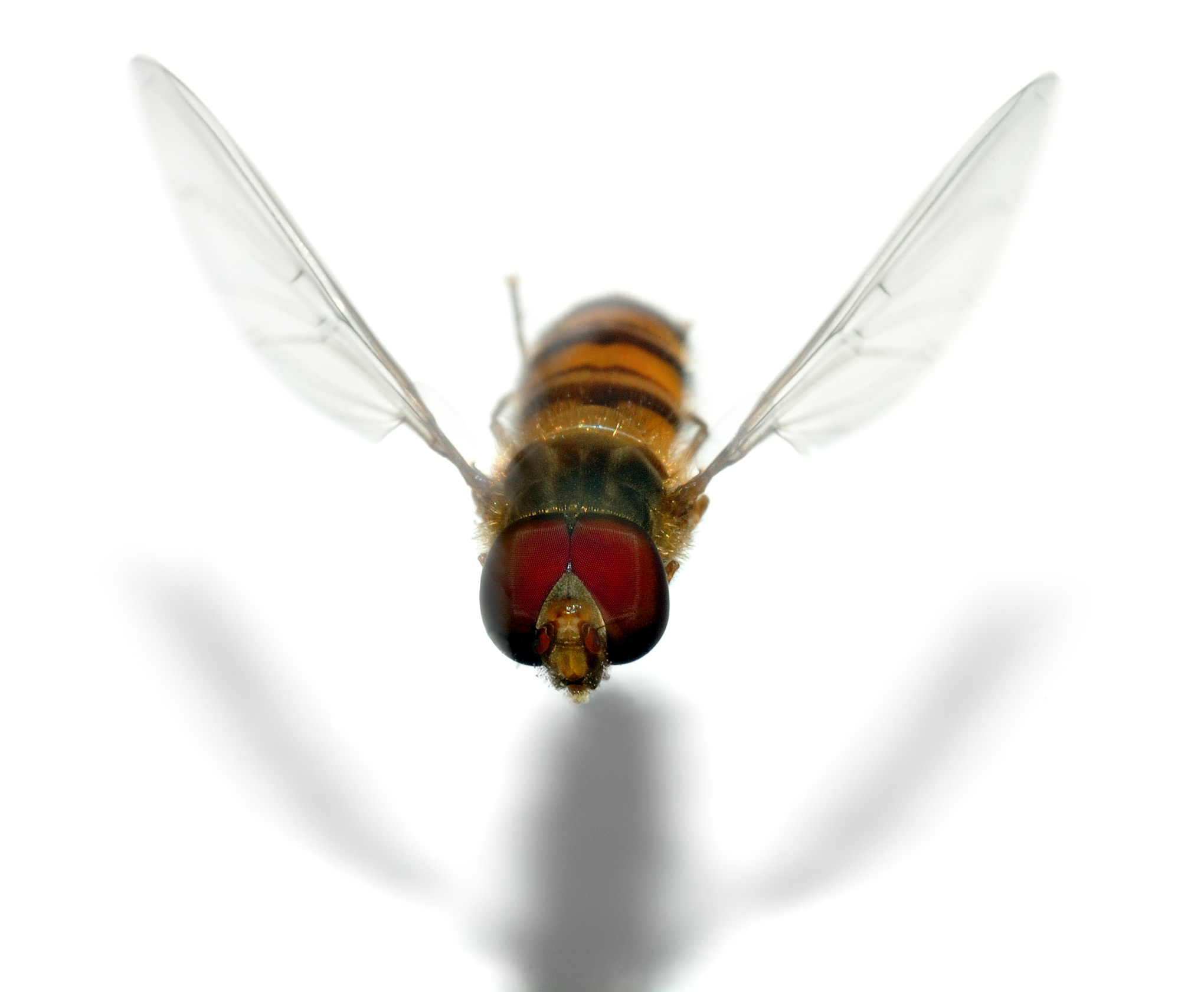
Hainschwebfliege im Flug

Ausgewachsene Schwebfliegen fliegen mit hoher Flügelschlagfrequenz, bis zu 300 Hertz (Schwirrflug), und können damit längere Zeit auch an Ort und Stelle „schweben“. Auffallend ist oft ihr „exploratives“ Verhalten, wobei sie geschickt etwa durch Spalten in Wohnungen eindringen – beim Rückzug „versagen“ sie aber meist am Fensterglas und verdursten bald. Auch helle Haut wird gern exploriert und abgetupft.
Ihre Nahrung besteht aus Nektar und Pollen. Daher spielen die Schwebfliegen als Bestäuber eine wesentliche Rolle, so dass sie in den gemäßigten Breiten neben den Bienen (Apoidea) die wichtigste Bestäubergruppe darstellen. Durch verschiedene Tests konnte nachgewiesen werden, dass die Schwebfliegen sich optisch orientieren und dabei eine Vorliebe für gelbe Blüten haben. Bei einigen Arten ist die Pollenaufnahme für die Entwicklung der Gonaden notwendig, etwa bei der Späten Großstirnschwebfliege und der weitverbreiteten Hainschwebfliege.

## Wanderverhalten der Schwebfliegen
Zahlreiche Schwebfliegenarten gehören zu den Wanderinsekten und führen gerichtete saisonale Wanderungen durch. Diese führen im Herbst von Mitteleuropa nach Süden und Südwesten in die Mittelmeerregion. Die Tiere überqueren dabei die Pässe der Mittelgebirge, der Pyrenäen und der Alpen (so etwa am Col de Bretolet in den Walliser Alpen). Im Frühjahr ziehen sie in entgegengesetzter Richtung. Zu den saisonalen Migranten zählt etwa die Hainschwebfliege (Episyrphus balteatus) und die Mistbiene (Eristalis tenax), die unter Nutzung günstiger und Vermeidung ungünstiger Winde ziehen. Sie weisen dabei ein ähnliches Verhalten auf wie ziehende Tagfalter und Vögel.
Der Zug der Schwebfliegen nach Süden findet in geringen Höhen – und somit für das Auge sichtbar – nur bei Gegenwind und am Gebirgsanstieg statt. Die Schwebfliegen versuchen dadurch ungünstige Luftströmungen zu meiden. Bei Rückenwinden ziehen sie in großen Höhen über die deutschen Mittelgebirge. Über der Schwäbischen Alb etwa wurde mit Spezialoptik starker Fliegenzug noch in Höhen von 1000 bis 1400 Metern über Grund festgestellt (in bis zu 2000 Metern Meereshöhe). Noch bis in große Höhen wurden dabei auch Vögel beobachtet, die dort ziehende Schwebfliegen jagten.
An der Forschungsstation Randecker Maar auf der Schwäbischen Alb werden die Wanderungen von Schwebfliegen seit 1970 dokumentiert und die Tiere mit Hilfe von Reusen erfasst, bestimmt und gezählt.
Dabei wurde in den vergangenen Jahren ein starker Rückgang in den Zahlen erfasster Tiere festgestellt. Die Forscher führen diesen auf den Einsatz von Giftstoffen in der Landwirtschaft zurück.

## Fortpflanzung und Entwicklung

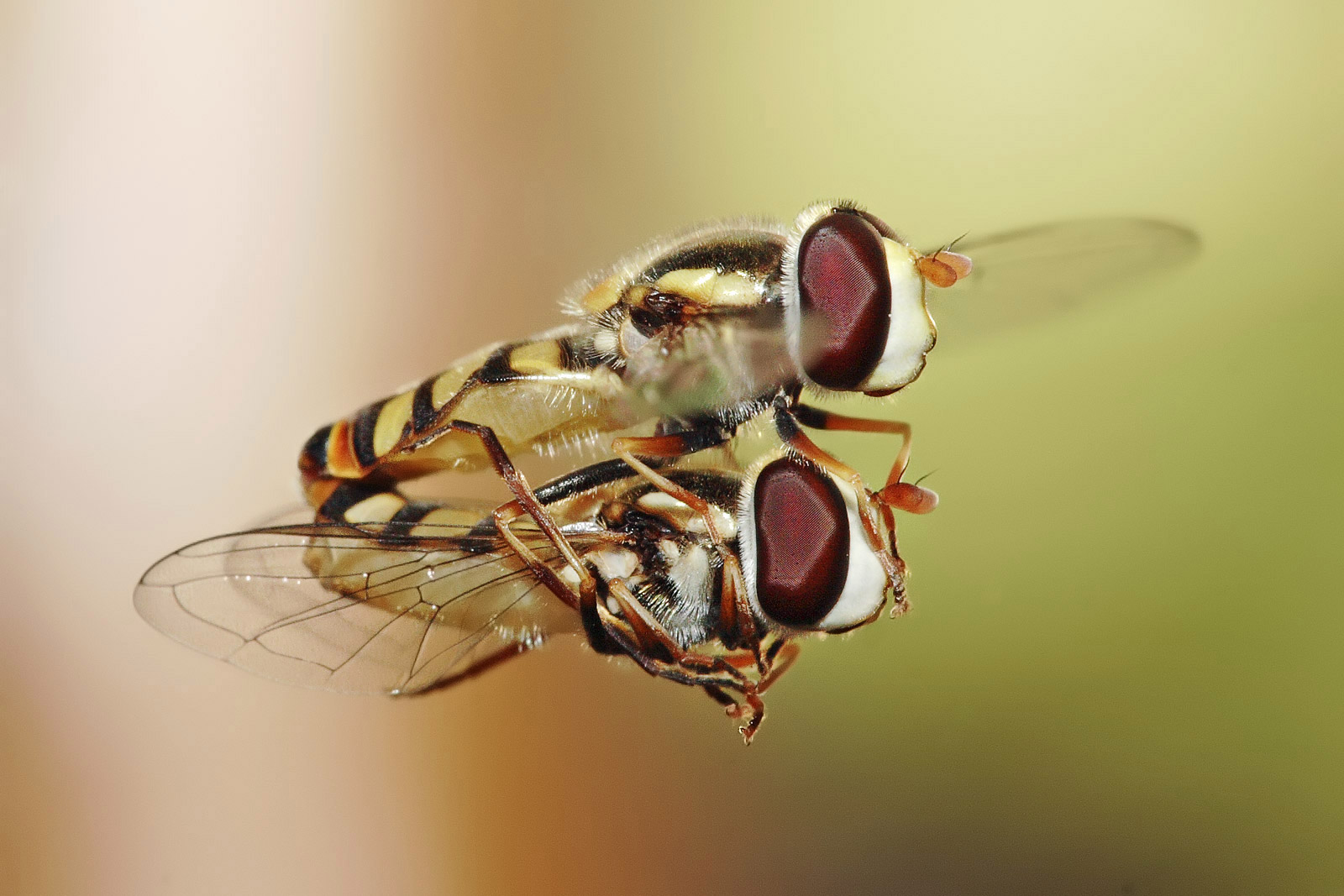
Schwebfliegen bei der Paarung

Die Partnerfindung verläuft bei den Schwebfliegen mit sehr hoher Wahrscheinlichkeit optisch. Zu diesem Zweck besitzen die männlichen Tiere vergrößerte Facettenaugen. Sie stürzen sich in einer Art Rüttelflug auf ein ausgemachtes Weibchen und begatten es im Flug. Bei der Kleinen Mistbiene (Syritta pipiens) etwa dauert diese Begattung maximal fünf Sekunden. Die Männchen anderer Arten fliegen die Weibchen von einer Sitzwarte aus an. Zuweilen gibt es auch regelrechte Luftkämpfe der Männchen um ein Weibchen. Die Männchen der Narzissenfliege (Lampetia armipes) und einiger anderer Arten besitzen speziell als Klammerbeine ausgebildete Hinterbeine, mit denen sie das Weibchen greifen und festhalten können.
Die Eiablage erfolgt in der Nähe einer Nahrungsquelle der späteren Larven, die sehr unterschiedlich sein kann (siehe unten). Die Weibchen der Art Eristalis tenax werden beispielsweise vom Geruch von Jauche angezogen, da ihre Larven in stark verschmutzten Pfützen leben. Auch bei den Larven der Schwebfliegen variiert das Aussehen sehr stark. So gibt es Schwebfliegenlarven mit oder ohne Bedornung, mit Stummelbeinen oder einem ausstülpbaren Atemrohr (Rattenschwanzlarve von Eristalis tenax). Letzteres besonders bei Arten, die in sehr feuchter Erde, in Baumsäften oder im Wasser leben. Die Larvenzeit dauert etwa 8 bis 14 Tage; danach verpuppen sich die Larven. Das Schlüpfen aus der Tönnchenpuppe geschieht ohne Hilfe einer Stirnblase (Ptilinum). Bei Arten mit nur einer Jahresgeneration folgt eine Sommer- oder Winterruhe, die bei Arten mit mehreren (bis fünf) Generationen fehlt.

## Lebensweise der Larven
Im Gegensatz zu den erwachsenen Tieren (Imagines) ist die Lebensweise der Larven vielfältiger. Sie unterscheiden sich vor allem in der Wahl der Nahrung und sind entsprechend unterschiedlich gestaltet. Insgesamt lassen sich die Schwebfliegenlarven in drei ökologische Kategorien einteilen.
Viele Arten sind als Larven Blattlausfresser, wobei die Spezifität relativ wenig ausgeprägt ist. Zwar bevorzugen die Pipiza- und die Cnemodon-Arten wachsabscheidende Läuse, während etwa die Syrphus-Arten diese meiden. Eine weitere Auswahl ist bis heute nicht belegt. Xanthrandus comptus und Syrphus tricinctus fressen nicht nur Blattläuse, sondern saugen auch größere Raupen von Schmetterlingen und Blattwespen (Afterraupen) aus. Mesembrina-Arten jagen im Dung nach den Larven anderer Fliegen und Syrphus nigritarsis-Larven fressen die Eier und später auch die Larven spezifischer Blattkäfer. Etwa 100 Arten in Mitteleuropa sind Blattlausjäger und jagen in der Dämmerung nach ihrer Beute, die sie mit den kräftigen Mundwerkzeugen packen und aussaugen. Dabei saugt eine Larve bis zu 100 Blattläuse pro Tag aus.
Wenigstens zum Teil räuberisch leben die Volucella-Arten als Larven in Nestern von Hummeln, Hornissen und Wespen, und zwar teilweise von pflanzlichem Abfall und teilweise von ihren „Gastgebern“. Die nacktschneckenartigen Microdon-Arten leben auffällig häufig im Bereich von Ameisenbauten. Sie werden dort nicht attackiert.
Eine zweite Gruppe besteht aus Arten, die sich von Pflanzensäften und Pflanzenresten ernähren. Sie sind häufig Minierer und Pflanzensaftschlürfer. In diese Gruppe gehört etwa die Narzissenfliege (Lampetia armipes) und die Fichtenharzfliege (Cheilosia morio). Hierunter fallen auch die Larven der Chrysogaster-Arten in feuchter Erde und Microdon-, Chrysotoxum-, Mallota-, Cerioides-, Zelima-, Spilomyia- und Ferdinandea-Arten in feuchtem Holzmehl oder -mulm. Temnostoma vespiforme lebt in selbstge„frästen“ Gängen morscher Birkenstämme.
Brachypoda bicolor und Eristalis tenax schließlich sind Schlamm- und Detritusfresser in sehr feuchter Erde und in Jauchepfützen. (Die Larve von Eristalis tenax lebt in stark verschmutzten Wasserpfützen und stellt einen Zeigerorganismus für diese hypertrophen Gewässer dar.) Rhingia-Arten und die Kleine Mistbiene (Syritta pipiens) leben im Kot verschiedener Säugetiere (Koprophagie).

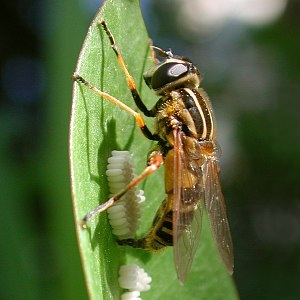
Schwebfliege Helophilus pendulus bei der Eiablage
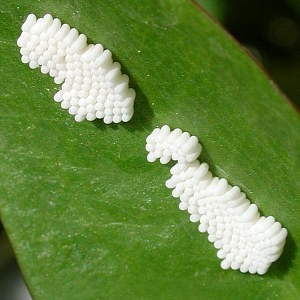
Das frische Gelege auf einem Blatt
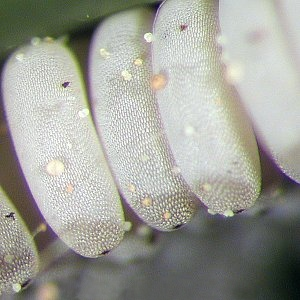
Detailaufnahme des Geleges
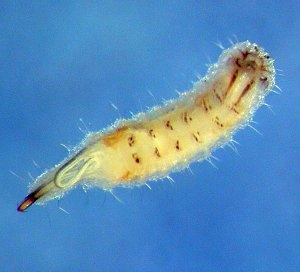
Eine einzelne daraus geschlüpfte Larve
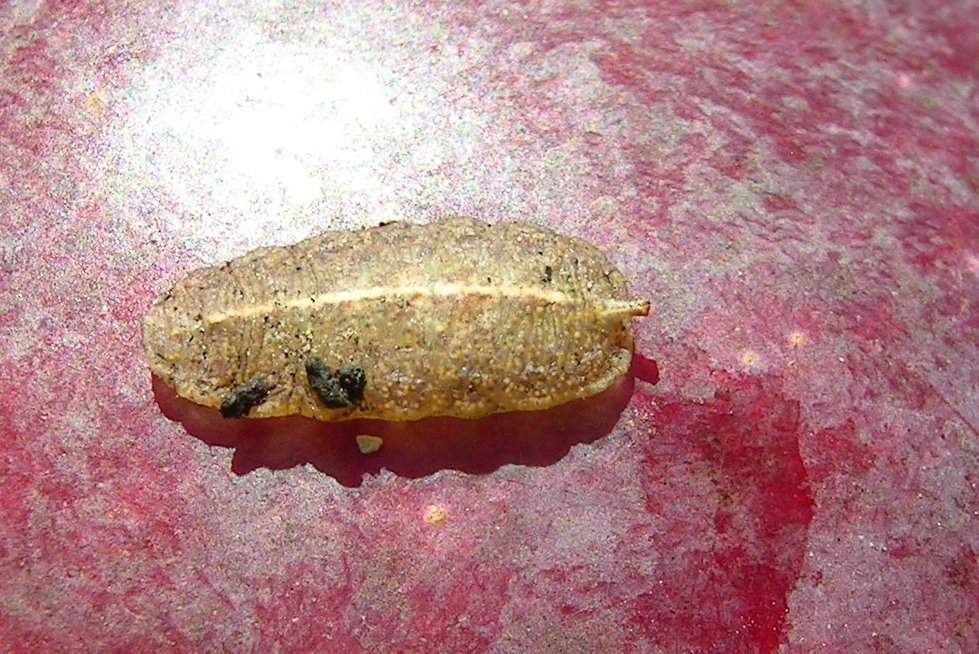
Landgebundene Larve einer unbestimmten Schwebfliegenart
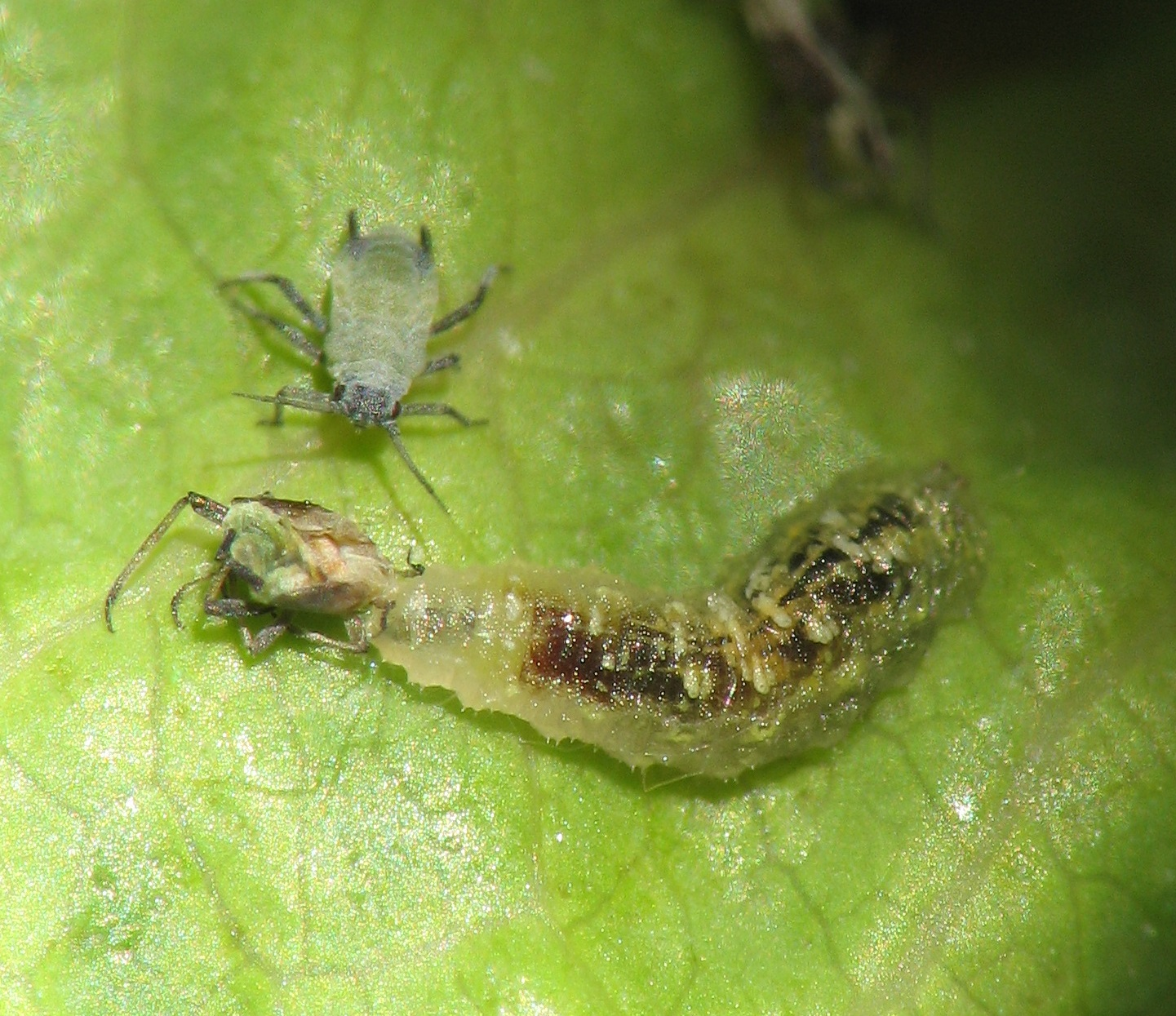
Eine räuberische Schwebfliegenlarve beim Aussaugen einer Blattlaus
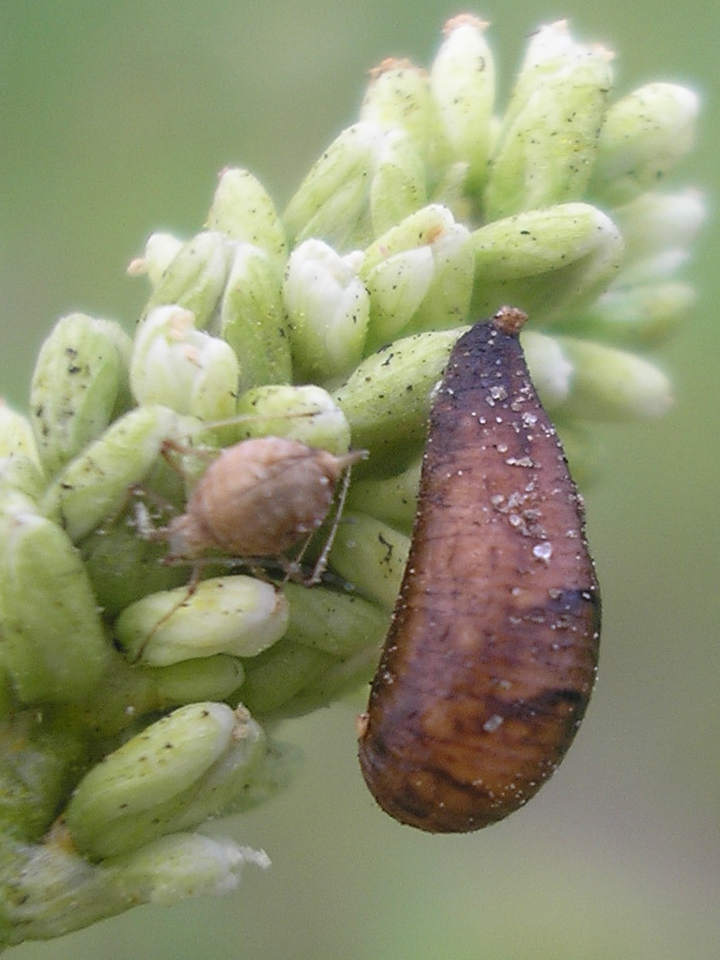
Die Puppe einer unbestimmten Schwebfliegenart
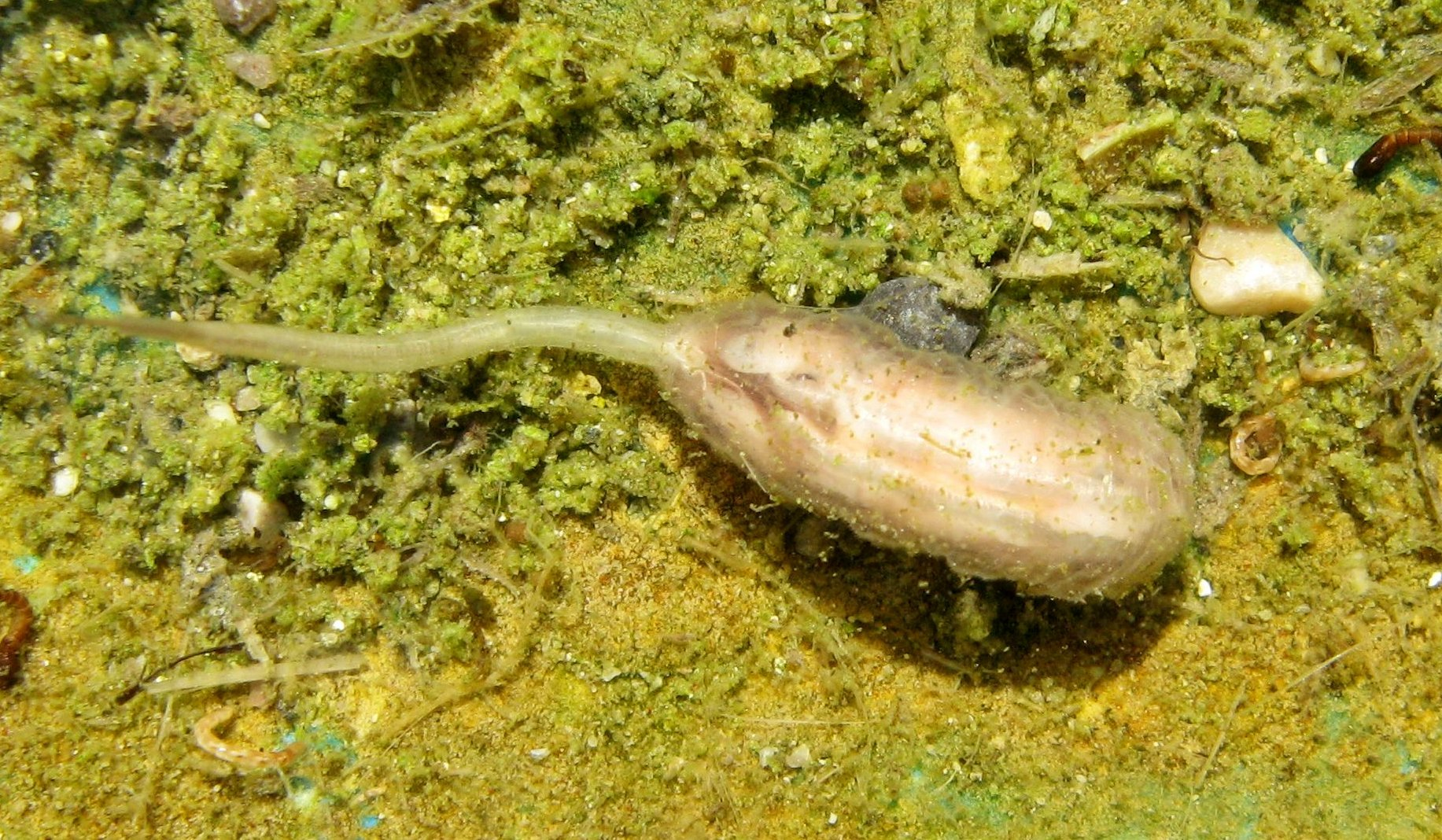
Eine in nassen Biotopen vorkommende Rattenschwanzlarve, wie man sie auch bei der Mistbiene findet
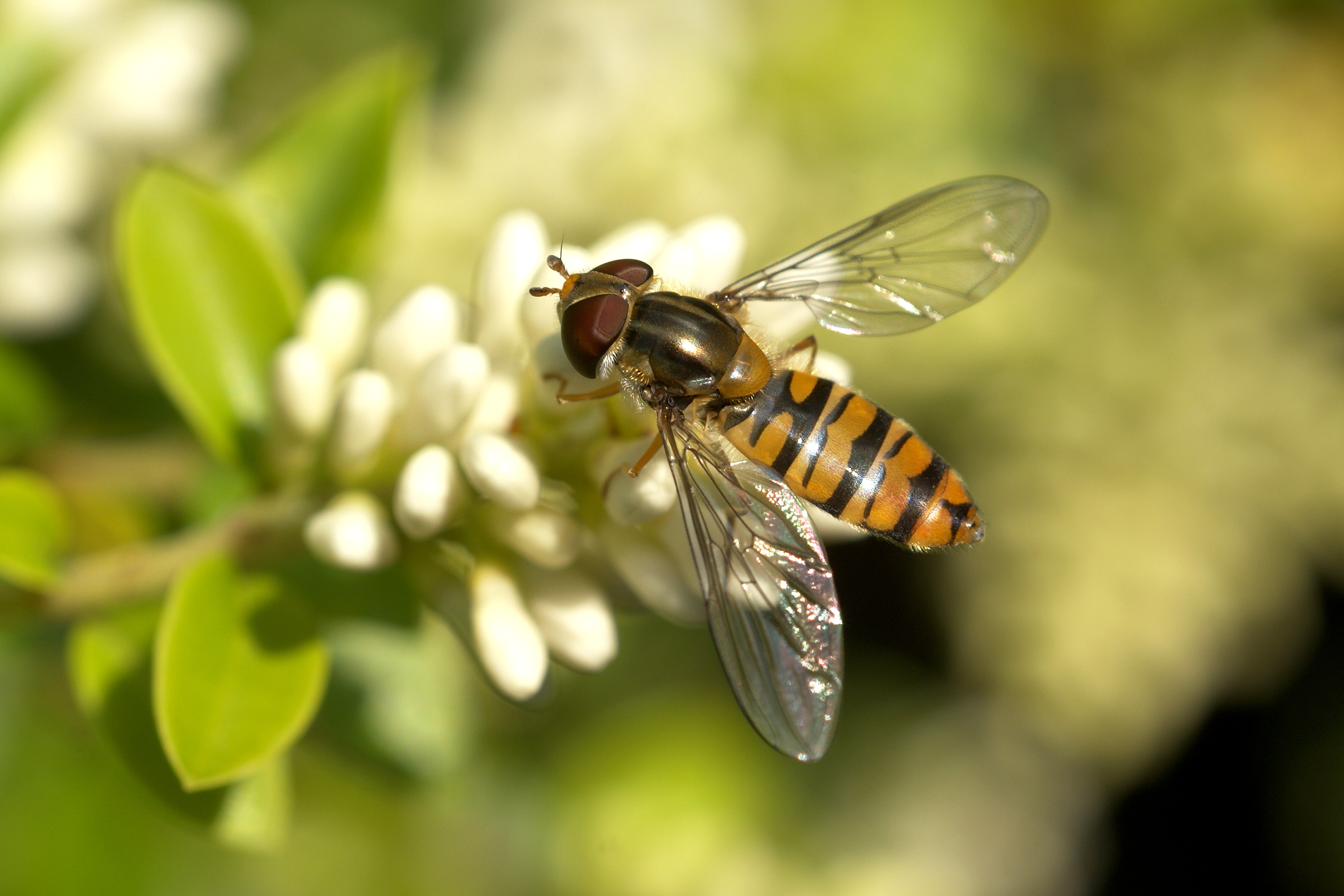
Eine weibliche Hainschwebfliege (Episyrphus balteatus)

## Systematik
Bei den Schwebfliegen handelt es sich um ein monophyletisches Taxon. Die phylogenetische Einordnung erfolgt in die Muscomorpha und hier in die Aschiza. Die Schwestergruppe bilden dabei die Augenfliegen (Pipunculidae), mit denen sie ein gemeinsames Taxon der Syrphoidea bilden. Die Erzschwebfliegen (Gattung Cheilosia) bilden die artenreichste paläarktische Gattung der Schwebfliegen.
|  | \| \| Lanzenfliegen (Lonchopteridae) \| \| \| \| \| \| Buckelfliegen (Phoridae) \| \| \| \| |
|  |                                                                                             |
|  | Lanzenfliegen (Lonchopteridae)                                                              |
|  |                                                                                             |
|  | Buckelfliegen (Phoridae)                                                                    |
|  |                                                                                             |

|  | Lanzenfliegen (Lonchopteridae) |
|  |                                |
|  | Buckelfliegen (Phoridae)       |
|  |                                |

|                         | \| \| Opetiidae \| \| \| \| \| \| Ironomyiidae \| \| \| \| \| \| Tummelfliegen (Platypezidae) \| \| Vorlage:Klade/Wartung/3 \| \| |
|                         | |
|                         | Opetiidae |
|                         | |
|                         | Ironomyiidae |
|                         | |
|                         | Tummelfliegen (Platypezidae) |
| Vorlage:Klade/Wartung/3 | |

|                         | Opetiidae                    |
|                         |                              |
|                         | Ironomyiidae                 |
|                         |                              |
|                         | Tummelfliegen (Platypezidae) |
| Vorlage:Klade/Wartung/3 |                              |

|  | \| \| Augenfliegen (Pipunculidae) \| \| \| \| \| \| Schwebfliegen (Syrphidae) \| \| \| \| |
|  |                                                                                           |
|  | Augenfliegen (Pipunculidae)                                                               |
|  |                                                                                           |
|  | Schwebfliegen (Syrphidae)                                                                 |
|  |                                                                                           |

|  | Augenfliegen (Pipunculidae) |
|  |                             |
|  | Schwebfliegen (Syrphidae)   |
|  |                             |

|  | \| \| Lanzenfliegen (Lonchopteridae) \| \| \| \| \| \| Buckelfliegen (Phoridae) \| \| \| \| |
|  |                                                                                             |
|  | Lanzenfliegen (Lonchopteridae)                                                              |
|  |                                                                                             |
|  | Buckelfliegen (Phoridae)                                                                    |
|  |                                                                                             |

|  | Lanzenfliegen (Lonchopteridae) |
|  |                                |
|  | Buckelfliegen (Phoridae)       |
|  |                                |

|                         | \| \| Opetiidae \| \| \| \| \| \| Ironomyiidae \| \| \| \| \| \| Tummelfliegen (Platypezidae) \| \| Vorlage:Klade/Wartung/3 \| \| |
|                         | |
|                         | Opetiidae |
|                         | |
|                         | Ironomyiidae |
|                         | |
|                         | Tummelfliegen (Platypezidae) |
| Vorlage:Klade/Wartung/3 | |

|                         | Opetiidae                    |
|                         |                              |
|                         | Ironomyiidae                 |
|                         |                              |
|                         | Tummelfliegen (Platypezidae) |
| Vorlage:Klade/Wartung/3 |                              |

|  | \| \| Augenfliegen (Pipunculidae) \| \| \| \| \| \| Schwebfliegen (Syrphidae) \| \| \| \| |
|  |                                                                                           |
|  | Augenfliegen (Pipunculidae)                                                               |
|  |                                                                                           |
|  | Schwebfliegen (Syrphidae)                                                                 |
|  |                                                                                           |

|  | Augenfliegen (Pipunculidae) |
|  |                             |
|  | Schwebfliegen (Syrphidae)   |
|  |                             |

## Ausgewählte Gattungen und Arten
Die Schwebfliegen umfassen weltweit etwa 6.000 Arten. In Europa sind davon etwa 500 verbreitet, darunter folgende:
- Gattung Anasimyia Schiner, 1864 
  - Anasimyia lineata
- Gattung Baccha Fabricius, 1805
  - Gemeine Schattenschwebfliege (Baccha elongata)
- Gattung Brachyopa Meigen, 1822
  - Baumsaft-Schwebfliege (Brachyopa bicolor)
  - Brachyopa silviae
- Gattung Ceriana Rafinesque, 1815
  - Ceriana conopsoides (Linnaeus, 1758)
  - Ceriana vespiformis (Latreille, 1804)
- Gattung Chalcosyrphus Curran, 1925
  - Rotbeinige Mulmschwebfliege (Chalcosyrphus valgus)
- Erzschwebfliegen; Gattung Cheilosia (Panzer, 1809)
  - Bärlauch-Erzschwebfliege (Cheilosia fasciata)
  - Bunte Erzschwebfliege (Cheilosia illustrata)
  - Fichtenharzfliege (Cheilosia morio)
  - Flügelfleck-Erzschwebfliege (Cheilosia pictipennis)
  - Romigs Erzschwebfliege (Cheilosia pedestris, Syn.: Cheilosia romigi)
  - Gelbflügel-Erzschwebfliege (Cheilosia impressa)
- Gattung Chrysogaster Meigen, 1800
  - Gemeine Smaragdschwebfliege (Chrysogaster solstitialis)
- Gattung Chrysotoxum Meigen, 1803
  - Zweiband-Wespenschwebfliege (Chrysotoxum bicinctum)
  - Gemeine Wespenschwebfliege (Chrysotoxum cautum)
- Gattung Dasysyrphus
  - Gestreifte Waldschwebfliege (Dasysyrphus albostriatus)
- Gattung Epistrophe Walker, 1852
  - Zweiband-Wiesenschwebfliege (Epistrophe eligans)
- Gattung Episyrphus Matsumura, 1917
  - Hainschwebfliege (Episyrphus balteatus)
- Gattung Eristalinus Rondani, 1845
  - Glänzende Faulschlammschwebfliege (Eristalinus aeneus)
  - Eristalinus taeniops
  - Schwarze Augenfleck-Schwebfliege (Eristalinus sepulchralis)
- Gattung Eristalis Latreille, 1804
  - Kleine Keilfleckschwebfliege (Eristalis arbustorum)
  - Mistbiene (Eristalis tenax)
- Gattung Eumerus Meigen, 1804
  - Kleine Narzissenfliege oder Gemeine Zwiebelschwebfliege (Eumerus strigatus)
  - Zwiebelmondfliege (Eumerus tuberculatus)
- Gattung Eupeodes Osten Sacken, 1877
  - Eupeodes corollae (Fabricius, 1794)
  - Mondfleckschwebfliege (Eupeodes lapponicus)
- Gattung Ferdinandea Rondani, 1844
  - Ferdinandea cuprea
- Gattung Sumpfschwebfliegen (Helophilus)
  - Helle Sumpfschwebfliege (Helophilus hybridus)
  - Gemeine Sumpfschwebfliege (Helophilus pendulus)
  - Große Sumpfschwebfliege (Helophilus trivittatus)
- Gattung Lampetia Meigen, 1800
  - Große Narzissenfliege (Lampetia equestris)
- Gattung Leucozona Schiner, 1860
  - Blaue Breitbandschwebfliege (Leucozona glaucius)
  - Weiße Breitbandschwebfliege (Leucozona laternarius)
- Gattung Melangyna
  - Gebänderte Buchenschwebfliege (Melangyna cincta)
- Gattung Melanostoma
  - Matte Schwarzkopfschwebfliege (Melanostoma scalare)
- Gattung Meliscaeva Frey, 1946
  - Späte Frühlingsschwebfliege (Meliscaeva cinctella)
- Gattung Merodon
  - Große Narzissenfliege (Merodon equestris) (Fabricius, 1794)
  - Zwiebel-Schwebfliege (Merodon trochantericus)
- Gattung Microdon Meigen, 1803
  - Microdon analis
- Gattung Myathropa Rondani, 1845
  - Totenkopfschwebfliege (Myathropa florea)
- Gattung Paragus Latreille, 1804
  - Paragus haemorrhous Meigen, 1822
  - Paragus pecchiolii Rondani, 1857
  - Paragus quadrifasciatus Meigen, 1822
- Gattung Parasyrphus Matsumura, 1917
  - Dunkle Blattlausschwebfliege (Parasyrphus lineolus)
  - Halbmond-Blattlausschwebfliege (Parasyrphus punctulatus)
  - Helle Blattlausschwebfliege (Parasyrphus annulatus)
- Gattung Parhelophilus Girschner, 1897
  - Helle Teichrandschwebfliege (Parhelophilus frutetorum)
  - Dunkle Teichrandschwebfliege (Parhelophilus versicolor)
- Gattung Portevinia Goffe, 1944
  - Portevinia maculata
- Gattung Schnabelschwebfliegen (Rhingia)
  - Gemeine Schnauzenschwebfliege oder Feld-Schnabelschwebfliege (Rhingia campestris)
- Gattung Scaeva Fabricius, 1805
  - Späte Großstirnschwebfliege (Scaeva pyrastri)
- Gattung Sericomyia Meigen, 1803
  - Große Torf-Schwebfliege (Sericomyia silentis)
- Gattung Sphaerophoria Lepeletier & Serville, 1828
  - Gewöhnliche Langbauchschwebfliege (Sphaerophoria scripta)
- Gattung Sphegina Meigen, 1822
  - Sphegina montana
- Gattung Syritta Lepeletier & Serville, 1828
  - Kleine Mistbiene oder Gemeine Keulenschwebefliege (Syritta pipiens)
- Gattung Syrphus Fabricius, 1775
  - Große Schwebfliege oder Gemeine Garten-Schwebfliege (Syrphus ribesii)
  - Kleine Schwebfliege (Syrphus vitripennis)
- Gattung Temnostoma Fabricius, 1805
  - Hummel-Moderholzschwebfliege (Temnostoma bombylans)
- Gattung Volucella Geoffroy, 1762
  - Hummel-Waldschwebfliege (Volucella bombylans)
  - Gebänderte Waldschwebfliege (Volucella inanis)
  - Gelbfleck-Waldschwebfliege (Volucella inflata)
  - Gemeine Waldschwebfliege (Volucella pellucens)
  - Hornissenschwebfliege oder Große Waldschwebfliege (Volucella zonaria)
- Gattung Xanthogramma Schiner, 1860
  - Xanthogramma citrofasciatum
- Gattung Xylota Meigen, 1822
  - Xylota segnis
  - Goldhaar-Langbauchschwebfliege (Xylota sylvarum)

## Fossile Belege
Der älteste fossile Beleg einer Schwebfliege stammt aus kreidezeitlichem Sibirischem Bernstein. Funde von tertiären Lagerstätten sind nicht selten, insbesondere als Einschlüsse im eozänen Baltischen Bernstein, aus dem Vertreter aus mindestens 18 Gattungen nachgewiesen sind.

## Varia
Die Schwebfliegensammlung des schwedischen Entomologen Fredrik Sjöberg war auf der Biennale in Venedig im schwedischen Pavillon ausgestellt. Sie diente dort als Kunstobjekt über das Sammeln.